# Arkad
Arkad (grč. Αρκάδως)  je u grčkoj mitologiji kralj Arkadije, Zeusov i Kalistin sin.

## Etimologija
Ime Arkad dolazi od grčke rijči αρκάδως (arkádos), što znači medvjed.

## Mitologija
Mitovi vezani za Arkada čine njegov životopis. U ovom članku su poredani kronološki.

### Začeće
Arkadova majka je Kalista, Artemidina svećenica. Kao takva, ona je zavjetovana na doživotno djevičanstvo.  Na njenu nesreću, nju je gorljivo želio Zeus, pa ju je, prerušen u Apolona, obljubio. Tako je začet Arkad.

### Rođenje i gubitak majke
Kalista je čuvala tajnu što je dulje mogla, izostajući s Artemidinih obreda. Jednoga dana tajna je izašla na vidjelo, dok su se Artemida i njena pratnja razodijevale. Kalista je imala vidno povećan trbuh, što je moglo značiti samo trudnoću, te zato nije pristupala Artemidinim obredima. Iako nevina, morala je biti kažnjena. Ljubomorna i srdita Hera ju je, pod osnovanim izgovorom da je pogazila zavjet dan Artemidi, pretvorila u medvjedicu, nakon porođaja. Arkad je rođen u šumi.

### Odrastanje i preuzimanje prijestolja
Arkad je odrastao u domu božice Maje, koja ga je i odgojila. Jednom je služio Zeusa na zabavi, pa je ovaj odlučio da će Arkad postati kralj. Kako kralj Likaon nije imao potomstva, a Arkad je još bio i Zeusov sin, odlučeno je da će on preuzeti prijestolje nakon kraljeve smrti. Tada je kraljevstvo dobilo ime po njemu, a prije se zvalo Pelazgija. 

### Ljubavni život
Arkad je bio prekrasan i snažan mladić. Pripisuju mu se veze sa sljedećim smrtnicama i besmrtnicama:
- muza Erato
- Leanira, kći Amikla sina Lakademonova, koji je bio sin Zeusa i Plejade Tajgete
- Laodamija, druga kći Amiklova
- nimfa Krisopelija
- Meganira, kći Krokova

### Djeca
Arkad je iz gore navedenih veza, imao dosta djece:
- Njegova dva sina, Elat i Afidas su podijelil vlast nad Arkadijom nakon njegove smrti. Elat je ipak preuzeo svu vlast, pa se Afidas povukao.
- Azan, koga je imao s Erato, a po kome je nazvana Azanija, okrug Arkadije,  imao je kćer Koronidu koja je s Apolonom imala sina Asklepija
- Hiperipa, njegova kći se, prema nekim predajama udala za pastira Endimona, prije no što ga je osvojila Selena
- Erimant, Diomenija i Tifil o kojima nema poznatih mitova.

### Zasluge
Arkad je zaslužan za početak obrade polja u svome kraljevstvu, čemu ga je podučio Triptolem. Također, Arkad je muškarce podučio pravljenju kruha, izradi odjeće i brojnim drugim vještinama.

### Ponovni susret s majkom
Kalista je nastavila živjeti u šumi. Jednoga dana je slučajno srela Arkada, svoga sina, koji je sada izrastao u prekrasna mladića. Odmah ga je prepoznala i na sve četiri noge krenula njemu u susret. Ali ona je bila medvjedica, a on mladić. Uplašen, Arkad je odmah zgrabio svoje koplje i, misleći kako ga želi ubiti, snažno ga bacio prema medvjedici koja je trčala prema njemu.

### Zeusovo sažaljenje
Tada se pojavio Zeus. Sažalio se nad Kalistom i Arkadom, te je uhavatio koplje u zraku. Arkad je neznajući gotovo ubio svoju majku. Kalista je počela brundati, a ustvari je plakala. Zeus je Arkadu obznanio kako mu je on otac, a Kalista, odnosno medvjedica, majka. Bez imalo straha Arkad ju je zagrlio.

### Uzdignuće na nebo i Tetijino prokletstvo
Arkad je umro i sahranjen je u Mantineji. Zeus je njega i njegovu majku uzdigao na nebo gdje i danas još obitavaju u obliku Zviježđa Velikog i Maloga medvjeda. No, Hera je bila bijesna zbog ovakvog Zeusovog postupka, koji ju je prevario s Kalistom, pa je od Tetije tražila joj pomogne. Tetija ih je proklela da zauvijek kruže nebom i da nikad ne zađu ispod obzora (zato su cirkumpolarni).

## Vanjske poveznice
- Kalista (i Arkad) u grčkoj mitologiji (engl.)